# Tony Melody
Tony Melody (* 18. Dezember 1922 in London, England; † 26. Juni 2008 in Bispham, Blackpool, Lancashire, England) war ein britischer Schauspieler.

## Leben
Melody wurde in London geboren, wo sein Vater bei den Royal Horse Guards diente, und wuchs in Yorkshire auf, wo seine Eltern ein Wirtshaus betrieben. Später sang er beim BBC Northern Dance Orchestra. Er wurde katholisch erzogen und diente im Zweiten Weltkrieg bei der Royal Air Force.
Anfangs arbeitete er als Tänzer und Countrysänger. Seine erste Rolle hatte er in der Radiositcom The Clitheroe Kid. 1957 folgte seine erste Fernsehrolle in der Serie Be Soon. Melody wurde anschließend bis in die 2000er-Jahre regelmäßig für Film- und Fernsehproduktionen verpflichtet, so übernahm er Auftritte in vielen bekannten britischen Serien (etwa in Jim Bergerac ermittelt, wo er in neun Folgen den Vorgesetzten der Titelfigur darstellte). War er zunächst noch vor allem in Sitcoms zu sehen, spielte er später auch vermehrt in Dramen verschiedene Nebenrollen, die er mit melancholischem oder exzentrischem Humor ausstattete. In John Schlesingers Yanks – Gestern waren wir noch Fremde spielte er 1979 den Ehemann der todkranken Rachel Roberts, im Folgejahr war er als Apotheker Mr. Kimsey im Fernsehfilm Der kleine Lord an der Seite von Alec Guinness zu sehen.
Melody hat aus seiner ersten Ehe vier Kinder. Mit seiner zweiten Frau lebte er in Bisham, Blackpool.

## Filmographie (Auswahl)
- 1957–1958: Be Soon (Fernsehserie, 3 Folgen)
- 1961–1965: Here’s Harry (Fernsehserie, 10 Folgen)
- 1964–1968: Just Jimmy (Fernsehserie, 5 Folgen)
- 1964–1971: Comedy Playhouse (Fernsehserie, 5 Folgen)
- 1965: Pardon the Expression (Fernsehserie, 2 Folgen)
- 1965, 2000: Coronation Street (Fernsehserie, 3 Folgen)
- 1972: Ein Fall für Scotland Yard (New Scotland Yard, Fernsehserie, Folge 2x07)
- 1972–1980: Play for Today (Fernsehserie, 4 Folgen)
- 1974: Freie Hand für Barlow (Barlow at Large, Fernsehserie, Folge 3x04)
- 1974: Schütze dieses Haus (Bless This House, Fernsehserie, Folge 5x03)
- 1975: Rule Britannia! (Fernsehserie, 7 Folgen)
- 1977: The Stick Up
- 1979: Yanks – Gestern waren wir noch Fremde (Yanks)
- 1980: The Nesbitts Are Coming (Fernsehserie, 6 Folgen)
- 1980: Der kleine Lord (Little Lord Fauntleroy, Fernsehfilm)
- 1980: Die seltsamen Missionen des Dominick Hide (The Flipside of Dominick Hide)
- 1981: The Incredible Mr Tanner (Fernsehserie, 6 Folgen)
- 1981–1983: Jim Bergerac ermittelt (Bergerac, Fernsehserie, 9 Folgen)
- 1983–1998: Emmerdale (Fernsehserie, 39 Folgen)
- 1983, 2003: Last of the Summer Wine (Fernsehserie, 2 Folgen)
- 1985: Einladung zur Hochzeit (Invitation to the Wedding)
- 1985: Ozeanische Gefühle (Turtle Diary)
- 1985: The Winning Streak (Miniserie, 6 Folgen)
- 1986: Mr. Love
- 1986–1987: Jossy’s Giants (Fernsehserie, 4 Folgen)
- 1987: Pretorius
- 1988: The Nature of the Beast
- 1989: Der Doktor und das liebe Vieh (All Creatures Great and Small, Fernsehserie, Folge 6x03)
- 1991: Billy Webb’s Amazing Story (Fernsehserie, 4 Folgen)
- 1992: Rumpole von Old Bailey (Rumpole of the Bailey, Fernsehserie, Folge 7x05)
- 1992: The Life and Times of Henry Pratt (Miniserie, 2 Folgen)
- 1993: Love and Reason (Miniserie, 3 Folgen)
- 1993: Demob (Fernsehserie, 3 Folgen)
- 1994: Casualty (Fernsehserie, Folge 9x11)
- 1995: Heartbeat (Fernsehserie, Folge 5x06)
- 1996: Dalziel und Pascoe – Mord in Yorkshire (Dalziel and Pascoe, Fernsehserie, Folge 1x02)
- 2001: Without Motive (Fernsehserie, 5 Folgen)
- 2002: Harold Shipman: Doctor Death (Shipman, Fernsehfilm)
- 2002: A Good Thief (Fernsehfilm)